# Michal Benedikovič
Michal Benedikovič (1923. május 31. – 2007. április 18.) csehszlovák válogatott szlovák labdarúgó-középpályás.

## Pályafutása

### Klubcsapatban
A Slovan Bratislava labdarúgója volt.

### A válogatottban
A csehszlovák válogatottban 1949. szeptember 25-én mutatkozott be, egy Európa-kupamérkőzésen az osztrák válogatott ellen (1–3). Bekerült az 1954-es labdarúgó-világbajnokság keretébe, de nem lépett pályára. Nemzeti színekben összesen hét mérkőzésen játszott.

## Statisztika

### Mérkőzései a csehszlovák válogatottban
| Csehszlovákia | Csehszlovákia        | Csehszlovákia                             | Csehszlovákia | Csehszlovákia | Csehszlovákia | Csehszlovákia | Csehszlovákia | Csehszlovákia |
| #             | Dátum                | Helyszín                                  | Hazai         | Eredmény      | Vendég        | Kiírás        | Gólok         | Esemény       |
| ------------- | -------------------- | ----------------------------------------- | ------------- | ------------- | ------------- | ------------- | ------------- | ------------- |
| 1.            | 1949. szeptember 25. | Bécs, Práter-stadion                      | Ausztria      | 3 – 1         | Csehszlovákia | Európa-kupa   | -             |               |
| 2.            | 1949. november 13.   | Colombes, Yves-du-Manoir Olimpiai Stadion | Franciaország | 1 – 0         | Csehszlovákia | barátságos    | -             |               |
| 3.            | 1950. április 30.    | Budapest, Megyeri úti stadion             | Magyarország  | 5 – 0         | Csehszlovákia | barátságos    | -             |               |
| 4.            | 1950. augusztus 27.  | Szófia, Narodna Armija-stadion            | Bulgária      | 1 – 2         | Csehszlovákia | barátságos    | -             |               |
| 5.            | 1950. október 22.    | Varsó, Lengyel Hadsereg Stadionja         | Lengyelország | 1 – 4         | Csehszlovákia | barátságos    | -             |               |
| 6.            | 1952. szeptember 14. | Prága, Hadsereg-stadion                   | Csehszlovákia | 2 – 2         | Lengyelország | barátságos    | -             |               |
| 7.            | 1952. október 19.    | Budapest, Megyeri úti stadion             | Magyarország  | 5 – 0         | Csehszlovákia | barátságos    | -             |               |
|               | Összesen             |                                           |               | 7             | mérkőzés      |               | 0             | gól           |